# Santuario della Natività di Maria Vergine (Nasino)
Il santuario della Natività di Maria Vergine è un luogo di culto cattolico situato nella località di Madonna di Curagna nel comune di Nasino, in provincia di Savona.

## Storia e descrizione

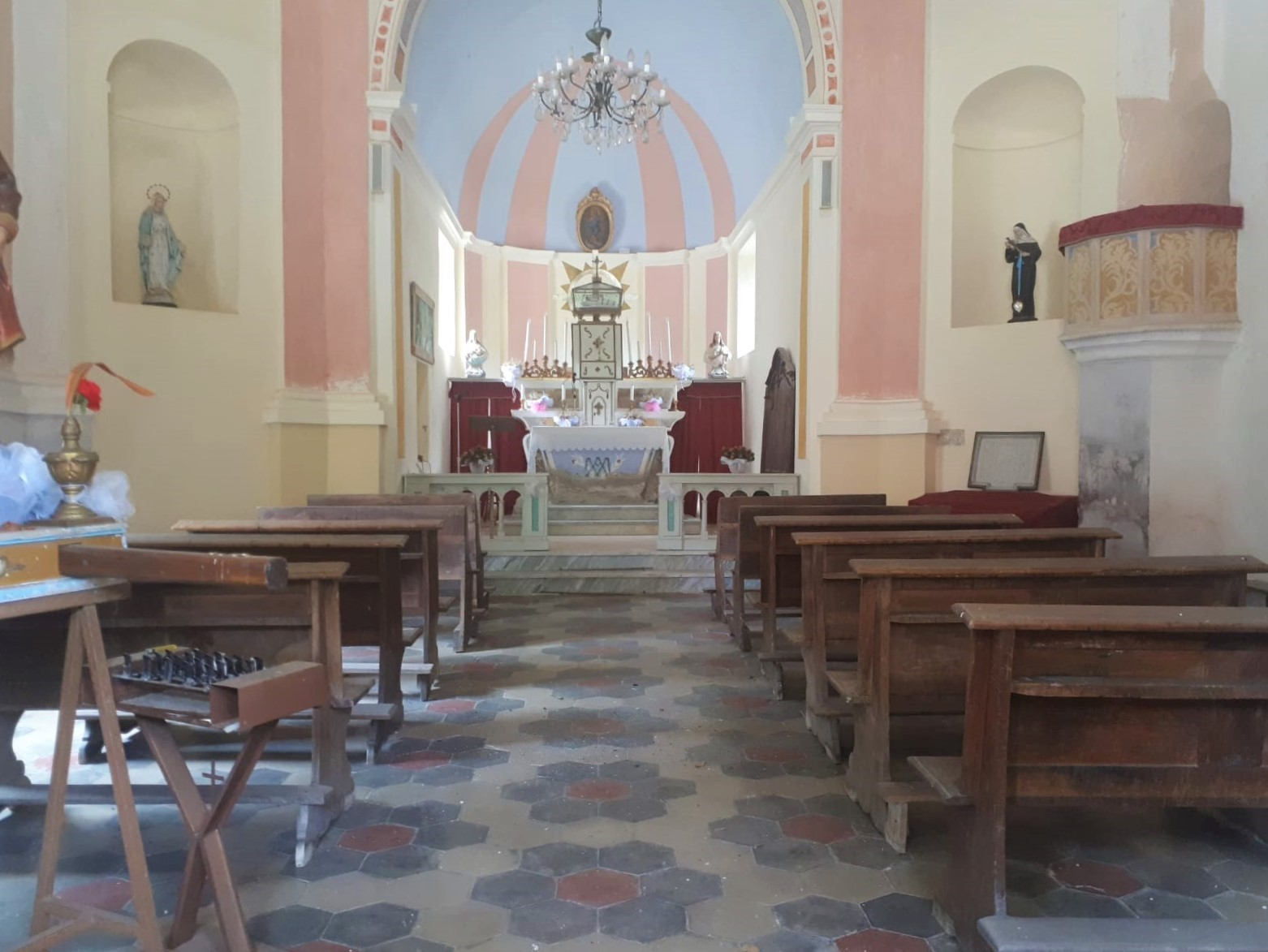
L'interno del santuario

Il santuario è situato in località Madonna di Curagna, precedentemente territorio di Vignolo. Situato a 335 m s.l.m., in una posizione di fondovalle tra montagne dirupate e campi coltivati a salvia e a frutteto, fa parte della diocesi di Albenga-Imperia.
Secondo alcuni studi il santuario fu eretto senza particolari eventi miracolosi, ma dalla devozione dei fedeli e dove probabilmente già vi fu eretta una chiesa precedente. Costruito con impianto architettonico ottagonale e cupola, la sua attuale struttura è risalente al XVIII secolo.
All'interno, sopra all'altare centrale, è presente un'immagine ritraente la Vergine Bambina in una culla; nelle nicchie laterali sono invece collocate statue in legno dei genitori Anna e Gioacchino. Recentemente, durante un restauro, è stato individuato un antico affresco che colloca l'edificio sacro come una delle prime chiese della valle Pennavaire.